# 航空システム通信隊
航空システム通信隊（こうくうシステムつうしんたい、英称：Air Communications and System Wing、略称：ACSW）とは、航空自衛隊市ヶ谷基地に所在する防衛大臣直轄部隊の一つである。かつての名称は中央航空通信群。

## 概要・任務
航空システム通信隊は、航空自衛隊の情報通信ネットワークおよび航空自衛隊クラウドシステムの運用、維持、管理や情報システムに対するサイバー攻撃対処並びに通信回線の中断等に対処する任務を担っている。
部隊は航空自衛隊の通信系の管理及び運用統制、各種情報通信システムの管理運用及び監視、航空自衛隊インターネットの管理運用を担う「システム管理群」、通信保全・通信監査・システム監査を任務とする「保全監査群」、作戦運用に不可欠となる通信回線の中断に対処するため、全国に5個の移動通信部隊を配置し、不測の事態に備えている「移動通信群」により編成されている。
また、市ヶ谷に所在する陸上自衛隊・海上自衛隊の指揮通信中枢であるシステム通信団・システム通信隊群、更に共同の部隊である自衛隊サイバー防衛隊とも連携している。

## 沿革
- 1955年（昭和30年）1月17日：「航空幕僚監部通信所」として越中島に編成[2]。
- 1956年（昭和31年）3月25日：航空幕僚監部通信所が越中島から霞ヶ関に移転。
- 1958年（昭和33年）5月23日：航空幕僚監部通信所が「中央航空通信隊」に改編。
- 1960年（昭和35年）1月12日：中央航空通信隊が霞ヶ関から市ヶ谷基地に移転。
- 1961年（昭和36年）7月15日：中央航空通信隊が「中央航空通信群」に改編。

1. 市ヶ谷通信隊が新編。
2. 檜町通信隊が新編。
3. 移動通信隊が熊谷基地に新編。

- 1967年（昭和42年）10月25日：市ヶ谷通信隊、檜町通信隊を廃止・統合し、中央通信隊が市ヶ谷基地に新編。
- 1981年（昭和56年）2月10日：基地業務隊が市ヶ谷基地に新編。
- 1982年（昭和57年）1月12日：通信保全隊が市ヶ谷基地に新編。
- 1988年（昭和63年）
  - 3月31日：移動通信隊が第1移動通信隊に改編。第2移動通信隊が春日基地に新編。
  - 10月1日：通信監査隊が市ヶ谷基地に新編。
- 1990年（平成02年）3月31日：第3移動通信隊が千歳基地に新編。
- 1992年（平成04年）3月31日：第4移動通信隊が車力分屯基地に新編。
- 1998年（平成10年）3月31日：中央システム管理隊が市ヶ谷基地に新編。
- 2000年（平成12年）5月8日：中央航空通信群が「航空システム通信隊」に改編。

1. システム管理群が新編。中央通信隊及び中央システム管理隊が同群隷下に編入。
2. 保全監査群が新編。通信保全隊及び通信監査隊が同群隷下に編入、システム監査隊が新編。
3. 移動通信群が新編。第1～第4移動通信隊が同群隷下に編入。
4. 基地業務隊を廃止。

- 2015年（平成27年）3月26日：移動通信群隷下に第5移動通信隊（那覇基地）が新編[3]。
- 2020年（令和02年）3月2日：システム管理群隷下の中央システム管理隊がクラウド基盤管理隊に改編[4]。

## 部隊編成

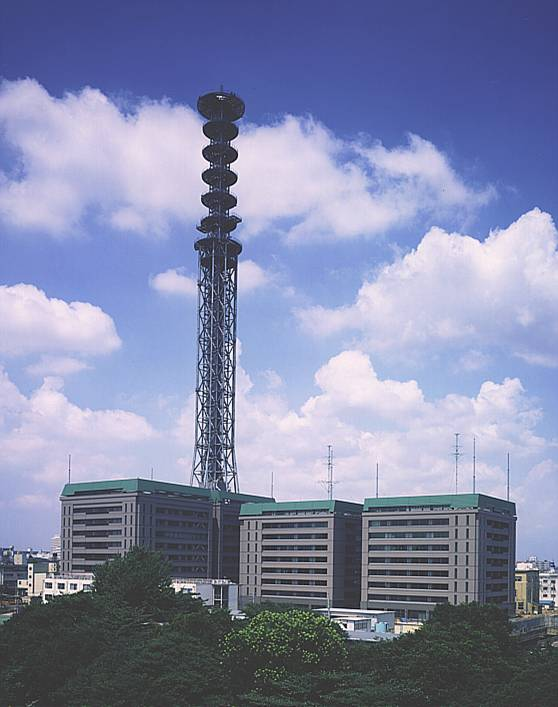
航空システム通信隊司令部のある防衛省庁舎B棟（左側）

特記ないものは航空自衛隊市ヶ谷基地内に所在している。
- 隊本部
- システム管理群
  - 中央通信隊
    - 送信所小隊（千葉県柏市）

  - クラウド基盤管理隊
- 保全監査群（陸自通信保全監査隊相当の任務）
  - 通信保全隊
  - 通信監査隊
  - システム監査隊（陸自サイバー防護隊相当の任務）
- 移動通信群
  - 第1移動通信隊（熊谷基地）
  - 第2移動通信隊（春日基地）
  - 第3移動通信隊（千歳基地）
  - 第4移動通信隊（車力分屯基地）
  - 第5移動通信隊（那覇基地）

## 主要幹部
| 官職名                 | 階級    | 氏名     | 補職発令日     | 前職                                                       |
| ---------------------- | ------- | -------- | -------------- | ---------------------------------------------------------- |
| 航空システム通信隊司令 | 1等空佐 | 谷川修   | 2024年07月04日 | 統合幕僚監部指揮通信システム部 指揮通信システム運用課長    |
| 副司令                 | 1等空佐 |          | 0000年00月00日 |                                                            |
| システム管理群司令     | 1等空佐 | 味岡孝徳 | 2024年05月01日 | 航空幕僚監部防衛部事業計画第2課 サイバーセキュリティ班長   |
| 保全監査群司令         | 2等空佐 | 鈴木文敏 | 2024年07月04日 | 航空自衛隊幹部学校教育部主任教官 兼 航空自衛隊幹部学校勤務 |
| 移動通信群司令         | 2等空佐 | 上野智弘 |                |                                                            |

| 代                     | 氏名                  | 在職期間                        | 出身校・期               | 前職                                                    | 後職                                                                     |
| 航空幕僚監部通信所長   | 航空幕僚監部通信所長  | 航空幕僚監部通信所長            | 航空幕僚監部通信所長     | 航空幕僚監部通信所長                                    | 航空幕僚監部通信所長                                                     |
| ---------------------- | --------------------- | ------------------------------- | ------------------------ | ------------------------------------------------------- | ------------------------------------------------------------------------ |
| 01                     | 佐藤欣重              | 1955年01月17日 - 1955年05月09日 | 海兵57期・ 海大39期      | 航空幕僚監部通信課長（兼任）                            | 航空幕僚監部通信課長（専任）                                             |
| 02                     | 三浦義郎 （2等空佐）  | 1955年05月10日 - 1958年05月22日 | 中央大学 昭和16年卒      |                                                         | 中央航空通信隊長                                                         |
| 中央航空通信隊長       |                       |                                 |                          |                                                         |                                                                          |
| 01                     | 三浦義郎 （2等空佐）  | 1958年05月23日 - 1958年09月24日 | 中央大学 昭和16年卒      | 航空幕僚監部通信所長                                    |                                                                          |
| 02                     | 蒲生一郎 （2等空佐）  | 1958年09月25日 - 1961年07月14日 | 海兵61期                 |                                                         | 航空システム通信隊付                                                     |
| 中央航空通信群司令     |                       |                                 |                          |                                                         |                                                                          |
| 01                     | 山田壮一              | 1961年07月15日 - 1963年05月31日 | 陸士45期                 | 航空自衛隊第2術科学校分校長                             | 航空自衛隊補給統制処付 →1963年6月17日 退職                               |
| 02                     | 山下脩史              | 1963年06月01日 - 1965年02月15日 | 陸士48期                 | 航空幕僚監部監理部総務課付                              | 航空自衛隊第1術科学校業務部長                                            |
| 03                     | 猪子輝雄              | 1965年02月16日 - 1965年08月31日 | 陸士47期                 | 航空自衛隊第5術科学校副校長                             | 退職（空将補昇任）                                                       |
| 04                     | 向山喜彰              | 1965年09月01日 - 1968年02月29日 | 海兵66期                 | 航空自衛隊幹部学校                                      | 航空自衛隊第5術科学校副校長                                              |
| 05                     | 吉田充一              | 1968年03月01日 - 1971年03月15日 | 陸士53期                 | 航空自衛隊第4術科学校第2教育部長                        | 航空自衛隊幹部学校勤務 →1973年6月16日 幹部学校付 →1973年9月25日 停年退官 |
| 06                     | 横内 均               | 1971年03月16日 - 1973年05月31日 | 陸士55期                 | 統合幕僚会議事務局第4幕僚室                             | 航空自衛隊補給統制処付 →1973年9月1日 停年退官                            |
| 07                     | 江頭 勇               | 1973年06月01日 - 1974年12月04日 | 陸士56期                 | 航空自衛隊第4術科学校副校長 →1974年7月1日 空将補昇任    | 航空自衛隊第3術科学校長 兼 芦屋基地司令                                  |
| 08                     | 十時正敏              | 1974年12月05日 - 1976年08月01日 | 海兵72期                 | 防衛研修所所員 →1975年7月1日 空将補昇任                 | 航空自衛隊第2術科学校長                                                  |
| 09                     | 小田原健兒 （空将補） | 1976年08月02日 - 1977年07月31日 | 陸士58期                 | 航空幕僚監部人事教育部副部長                            | 航空自衛隊第4術科学校長 兼 熊谷基地司令                                  |
| 10                     | 宮新 清               | 1977年08月01日 - 1979年03月15日 | 陸士59期                 | 航空自衛隊幹部学校学校教官 →1978年3月16日 空将補昇任    | 統合幕僚学校副校長                                                       |
| 11                     | 今田知之              | 1979年03月16日 - 1980年03月16日 | 海兵74期                 | 中部航空警戒管制団副司令 →1979年7月1日 空将補昇任       | 航空幕僚監部付 →1980年7月1日 退職                                        |
| 12                     | 津田信和              | 1980年03月17日 - 1982年03月15日 | 東京工専・ 5期幹候（陸） | 航空自衛隊第4術科学校副校長 →1980年12月5日 空将補昇任   | 航空自衛隊第4術科学校長 兼 熊谷基地司令                                  |
| 13                     | 永田鋼吉 （空将補）   | 1982年03月16日 - 1985年03月15日 | 熊本大学 昭和28年卒      | 北部航空方面隊司令部幕僚長                              | 保安管制気象団司令                                                       |
| 14                     | 久保良澄 （空将補）   | 1985年03月16日 - 1986年03月16日 | 鹿児島大学・ 7期幹候     | 航空幕僚監部防衛部通信電子課長                          | 退職                                                                     |
| 15                     | 天野行二 （空将補）   | 1986年03月17日 - 1987年03月15日 | 岡山大学・ 7期幹候       | 航空自衛隊第3補給処副処長                               | 退職                                                                     |
| 16                     | 鈴木喜一郎            | 1987年03月16日 - 1988年03月15日 | 防大1期                  | 航空自衛隊第3術科学校副校長 →1987年12月11日 空将補昇任  | 航空自衛隊第4術科学校長 兼 熊谷基地司令                                  |
| 17                     | 早瀬洋一 （空将補）   | 1988年03月16日 - 1989年10月16日 | 防大6期                  | 航空幕僚監部監理部会計課長                              | 航空自衛隊第1補給処長 兼 木更津基地司令                                  |
| 18                     | 木村尚紀              | 1989年10月17日 - 1990年11月30日 | 防大6期                  | 北部航空警戒管制団副司令                                | 退職（空将補昇任）                                                       |
| 19                     | 永尾和夫              | 1990年12月01日 - 1992年07月31日 | 防大6期                  | 第7航空団副司令                                         | 退職（空将補昇任）                                                       |
| 20                     | 宮田幸則              | 1992年08月01日 - 1994年11月30日 | 防大7期                  | 航空自衛隊第2術科学校副校長                             | 退職（空将補昇任）                                                       |
| 21                     | 吉岡勝義              | 1994年12月01日 - 1996年03月31日 | 防大8期                  | 南西航空混成団司令部人事部長                            | 航空自衛隊幹部学校研究部長                                               |
| 22                     | 高間庄一              | 1996年04月01日 - 1998年07月31日 | 防大9期                  | 防衛研究所第1研究部第4研究室長                          | 退職（空将補昇任）                                                       |
| 23                     | 佐々木勇              | 1998年08月01日 - 2000年03月31日 | 防大12期                 | 第3高射群司令                                           | 航空自衛隊幹部学校業務部長                                               |
| 24                     | 川西孝一              | 2000年04月01日 - 2000年05月07日 | 防大14期                 | 航空自衛隊幹部候補生学校副校長                          | 航空システム通信隊司令                                                   |
| 航空システム通信隊司令 |                       |                                 |                          |                                                         |                                                                          |
| 01                     | 川西孝一              | 2000年05月08日 - 2002年07月31日 | 防大14期                 | 中央航空通信群司令                                      | 航空自衛隊幹部学校教育部長                                               |
| 02                     | 菊池悦男              | 2002年08月01日 - 2004年03月22日 | 防大17期                 | 第5高射群司令                                           | 航空自衛隊幹部学校教育部長                                               |
| 03                     | 壁祐司朗              | 2004年03月23日 - 2005年07月27日 | 防大18期                 | 第6高射群司令                                           | 北部航空警戒管制団司令                                                   |
| 04                     | 高田浩二              | 2005年07月28日 - 2007年07月31日 | 防大20期                 | 統合幕僚会議事務局第3幕僚室 中央指揮所管理運営室長      | 航空支援集団司令部幕僚長                                                 |
| 05                     | 池田 勝               | 2007年08月01日 - 2008年07月31日 | 防大21期                 | 第2高射群司令                                           | 中部航空警戒管制団司令 兼 入間基地司令                                   |
| 06                     | 横山重治              | 2008年08月01日 - 2009年11月30日 | 防大21期                 | 航空自衛隊第4術科学校副校長                             | 統合幕僚学校教育課長                                                     |
| 07                     | 神田政晴              | 2009年12月01日 - 2011年04月14日 | 防大23期                 | 南西航空警戒管制隊副司令                                | 航空自衛隊幹部学校教育部長                                               |
| 08                     | 遠藤秀一              | 2011年04月15日 - 2013年03月31日 | 防大25期                 | 航空幕僚監部首席法務官                                  | 航空自衛隊補給本部総務部長                                               |
| 09                     | 加減幸良              | 2013年04月01日 - 2014年03月31日 | 防大27期                 | 南西航空警戒管制隊司令                                  | 航空システム通信隊付                                                     |
| 10                     | 堀本章治              | 2014年04月01日 - 2016年03月31日 | 防大27期                 | 中部航空方面隊司令部装備部長                            | 退職（空将補昇任）                                                       |
| 11                     | 髙屋文明              | 2016年04月01日 - 2017年07月31日 | 生徒23期                 | 航空教育集団司令部総務部長                              | 退職（空将補昇任）                                                       |
| 12                     | 三島信彦              | 2017年08月01日 - 2019年12月19日 | 防大33期                 | 航空幕僚監部総務部総務課基地対策室長                    | 航空教育集団司令部総務部長                                               |
| 13                     | 寺川清司              | 2019年12月20日 - 2022年03月31日 | 防大36期                 | 航空自衛隊第3補給処資材計画部長                         | 航空自衛隊補給本部情報処理部長                                           |
| 14                     | 濱﨑徹也              | 2022年04月01日 - 2024年07月03日 | 岡山理大大院 平成5年卒   | 統合幕僚監部指揮通信システム部 指揮通信システム運用課長 | 退職                                                                     |
| 15                     | 谷川修                | 2024年07月04日 -                | 防大37期                 | 統合幕僚監部指揮通信システム部 指揮通信システム運用課長 |                                                                          |